# Mezinárodní asociace výtvarných kritiků
Mezinárodní asociace výtvarných kritiků (francouzsky L'Association internationale des critiques d'art, zkratka AICA) je mezinárodní sdružení kritiků umění založené pod patronací UNESCO roku 1950. Má více než 5 000 členů z 95 zemí. Kromě národních sekcí má také otevřenou sekci sdružující nezařazené členy.

## Historie
Sdružení vzniklo na popud uměleckých kritiků, kurátorů galerií a historiků umění během dvou mezinárodních kongresů v letech 1948 a 1949, konaných pod hlavičkou UNESCO. Roku 1950, kdy se konalo druhé valné shromáždění v Benátkách, bylo sdružení AICA založeno jako nevládní organizace se sídlem v Paříži.

### AICA a Československo
Pro české výtvarné umění mělo zásadní význam zasedání AICA roku 1960 ve Varšavě a Krakově. Po jeho skončení někteří zahraniční účastníci navštívili Prahu a seznámili se s aktuálním děním na zdejší výtvarné scéně. Pro mladou generací malířů a sochařů to znamenalo uvedení do mezinárodního kontextu a přímou podporu v zahraničním odborném tisku. Klíčovou roli sehrál Pierre Restany.
9. kongres AICA se konal v Praze. Při té příležitosti se v předních výstavních síních (Galerie Československý spisovatel, Galerie Václava Špály, Mánes, Nová síň) konaly výstavy Aktuální tendence českého umění, na kterých se představilo 66 výtvarníků.
V pořadí 46. kongres AICA a 66. valné shromáždění se konaly roku 2013 na Slovensku a po-kongresové zasedání v Krakově.
Předsedkyní české sekce AICA je Hana Larvová. V České republice sdružuje umělecké kritiky Sdružení výtvarných kritiků a teoretiků České republiky. Jeho předsedkyně Vlasta Čiháková–Noshiro je zároveň místopředsedkyní české sekce AICA a zakladatelkou celostátní Ceny kritiky za mladou malbu.

## Cíle sdružení
Cílem sdružení je podporovat uměleckou kritiku jako odbornou disciplínu a přispívat k rozvoji její metodologie na mezinárodní úrovni. Jako profesní sdružení chrání etické zájmy a práva svých členů. V mezinárodním kontextu podporuje vzájemné setkávání kritiků a komunikaci bez ohledu na politické, geografické, etnické, ekonomické a konfesijní hranice. Přispívá k mezinárodnímu porozumění v oblasti vizuálních umění a estetických hledisek. Podporuje svobodu myšlení a vyjadřování a brání se proti všem formám cenzury. Členem se může stát výtvarný kritik, který nejméně tři roky publikoval články v odborném tisku a získal doporučení starších členů AICA. Musí být nejprve přijat jako člen národní nebo otevřené sekce.

### Aktivity sdružení
AICA uděluje každoročně Cenu mladých kritiků umění do 35 let.
Od roku 1993 vychází odborná revue s názvem CRITIQUE D’ART (The International Review of Contemporary Art Criticism).

### Řídící orgány
Exekutivní orgány AICA, sekretariát v Paříži
- Předseda: Yacouba Konaté (otevřená sekce) (2008–2011)
- Generální tajemník: Marie Luise syring (Německo) (2009)
- Pokladník: Haydee Venegas (Puerto Rico) (2009–2012)

Řídící rada
Členy Řídící rady jsou kromě exekutivní rady předsedové všech národních sekcí, devět viceprezidentů, regionální tajemníci, deset mezinárodních členů zvolených valným shromážděním, předsedové odborných komisí, čestní prezidenti a čestní členové, jeden zástupce za Archives de la critique d’art.
Mezinárodní Viceprezidenti: Sophie Allgardh (Švédsko) (2008–2011); Bartelik Marek (USA) (2008–2011); Ciaran Bennett (Irsko) (2007–2010); Anthony Bond (Austrálie) (2007–2010); Marie-Pascale Gildemyn (Belgie) (2006–2009); Savvani Irini (Řecko) (2006–2009); Marie Luise syring (2008–2011); Jin Sup Yoon (Jižní Korea) (2007–2010)
Čestní prezidenti: José Augusto Franca (Portugalsko); Dan Haulica (Rumunsko); Władysława Jaworska (Polsko); Jacques Leenhardt (Francie); Kim Levin (USA); Henry Meyric Hughes (UK); Belgica Rodriguez (Venezuela)